# ترجه باکن
ترجه "وآلفار" باکن (به انگلیسی: Terje "Valfar" Bakken) (زاده ۳ سپتامبر ۱۹۷۸؛ تقریباً در ۱۴ ژانویه ۲۰۰۴ درگذشت) خواننده و بنیانگذار گروه بلک متال نروژی ویندیر (به انگلیسی: Windir) بود. گروه ویندیر ابتدا تک نفره شروع به کار کرد، اما بعد از مدتی به گروه کامل گسترش یافت و سومین آلبوم خود را به عنوان ۱۱۸۴ بیرون داد. وآلفار در آغاز سروده‌های خود را با یکی از گویش‌های نروژی به نام سوگندال، که تمام این اعضا نیز متعلق به همان منطقه بودند می‌سرود، اما به تدریج برای جذب مخاطبان بیشترآهنگ‌هایش را به زبان انگلیسی سرود.

## بیوگرافی
وآلفار در سوگندال به دنیا آمد و بزرگ شد که می‌توان به راحتی حس میهن پرستی و عشق سرشارش به سوگندال را در آهنگهایش درک کرد. فضای آلبوم‌های او یادآور حال و هوای برفی سوگندال است. او هنگامی که در کالج درس می‌خواند همراه با بقیهٔ اعضای گروه که همکلاسیهایش بودند، تصمیم به تشکیل گروه ویندیر کرد.
وآلفار هنگامی که فقط ۲۰ سال داشت به تمام سازهای به کار رفته در آهنگ‌های این گروه تسلط کافی داشت. سال اصلی او آکاردئون بود.
وآلفار دو نسخهٔ آزمایشی به نام‌های، Sogneriket و Det Gamle Rike بیرون داد.
او همچنین مصاحبه‌ای با NRK در ۲۱ سالگی انجام داده. گرچه بعضی جوامع این موسیقی را شیطان‌پرستی می‌دانند، اما
او باهوش، آرام و خیلی مودب به نظر می‌رسید.

## مرگ
وآلفار در ۱۴ ژانویه ۲۰۰۴ در راه پیاده‌روی به سمت کلبهٔ خانواده اش در Fagereggi بر اثر یخ زدگی در برف درگذشت. بعد از سه روز جسد وی را در منطقهٔ Reppastølen واقع در Sogndal Valley پیدا کردند. مرگ او بسیار عجیب و می‌توان از آهنگ‌های وی نیز این حادثه را فهمید.